# Третья сила
«Третья сила» — третий роман из цикла «Живое и мёртвое», написанный в соавторстве двумя российскими писателями-фантастами Михаилом Костиным и Алексеем Гравицким. Жанр произведения — фэнтези, поджанры — технофэнтези, социально-философская фантастика.
В 2013 произведение было удостоено премии «Серебряная стрела».

## История создания
Изначально произведение «Живое и мёртвое» задумывалось как несерийный роман. Первый том выпустил в 2010 году издательский дом «Факультет». Продажи были высокими, и издатель предложил подумать о продолжении.
В 2011 году вышла вторая книга — «Ученик мага», сюжетная линия которой сильно отличалась от повествования первого тома.
В 2012 году издательский дом «Снежный Ком М» перевыпустил первые два романа серии «Живое и мёртвое», а также напечатал продолжение — «Третья сила». Третья книга сюжетно объединяет первые две и ведёт их дальше, но не заканчивает историю.
В интервью 2012 года писатели рассказали, что финал у «Живого и мёртвого» будет: планировалось написать ещё две или три книги. При этом после публикации третьего тома Михаил и Алексей занялись раздельным творчеством. В 2015 году Михаил Костин выпустил третью книгу своего сольного цикла «Хроники Этории» — «Время умирать», а Алексей Гравицкий вплотную занялся написанием сценариев. В 2015 году ожидался биографический сериал «Говорит Москва!» о дикторе Юрии Левитане, где авторами сценария выступают Сергей Юдаков и Алексей Гравицкий, но проект был заморожен.

## Сюжет
В своё время Объединённые Территории Консорциума (ОТК) пошли по пути научно-технического прогресса, используя магию лишь как вспомогательный инструмент. Во всех остальных проявлениях колдовство оказалось под запретом. В землях Дикого Севера запретов ни на магию, ни на убийство — вообще ни на что нет. Оба государственных объединения поддерживают более-менее мирное сосуществование. Однако, в ОТК произошла революция — к власти пришёл маг. Сами того не ведая, жители ОТК оказались втянуты в противостояние между двумя могущественными враждующими друг с другом сторонами. Миром древней магии и миром технического прогресса. И те, и другие пророчат ОТК и Дикому Северу неминуемую гибель в случае, если они примут сторону оппонента.
Тем временем на далёком тюремном острове, где обитают люди и разного рода нелюди, также затевается революция. Витано планирует выступить против Лупа-нопы.
Единственное, что объединяет всех — это поиск старинной книги, с помощью которой каждый надеется достичь исключительно своей цели.

## Основные персонажи
- Санчес О’Гира — скандально известный журналист, красивый и мужественный. Пишет для столичной газеты «Огни Вероллы».
- Пантор — маг, бывший ученик лорда Мессера. Осуждён за использование недопустимого колдовства и сослан на остров Свалка.
- Ионея Лазурная — магесса, глава Вероллы, пришла к власти, свергнув правительство Консорциума. Очень красивая молодая девушка.
- Винни Лупо — упырь. Участвовал в снятии магической завесы с города Витано.
- Нана — сказочно красивая женщина-оборотень. Участвовала в снятии магической завесы с города Витано.
- Деррек — личный помощник лорда Мессера. Черноволосый мужчина крайне благородной внешности. Вампир, не пьющий человеческую кровь. Участвовал в снятии магической завесы с города Витано.
- Лорд Мессер — маг-скелет, глава Витано. Организовал обряд снятия магической завесы с города Витано.
- Винсент — рыжеволосый друг Пантора. Очень слабый маг. Балагур и весельчак, правда неглупый. Сбежал на Дикий Север.

- Орландо — оживший мертвец, здоровяк. Прямолинейный, простой, сообразительный. Живёт на острове Свалка.
- Лана — служанка и ученица Ионеи Лазурной, влюблена в Пантора.
- Лорд Бруно — старик-маг. Содействовал Ионее в перевороте.
- Элдар — сноходец, первомаг, высокий красивый мужчина в зелёном балахоне.
- Жорж Деранс — капитан, бывший глава отдела магического надзора.
- Тюссон — старый маг, живущий в маленьком домике на опушке леса на острове Свалка.
- Начальник приёмника Лупа-нопа — хмурый мужчина в возрасте.
- Сухощавый мертвяк — глава шайки упырей.
- Ниро — бывший пристав отдела магического надзора, сослан на остров Свалка.
- Хозяин трактира — торговец, живой человек, родившийся в Витано и обосновавшийся в деревне среди упырей.
- Пьяница — субтильный мужичок, постоянно ищущий конфликтов с упырями.
- Чесс — служащий шерифа.
- Плачущая женщина — вдова, просящая лорда Мессера воскресить мужа.
- Упырь из Тосконна— старый седой мертвяк с мутными, серыми как небо глазами.
- Кшишта — хозяйственная, уважаемая всеми женщина-маг. Живёт в стареньком домике на Диком Севере.
- Стась — приёмный сын Кшишты.
- Шериф — один из представителей власти на Диком Севере. Ему сорок лет, у него трое детей.
- Секретарь губернатора — молоденькая девушка, на вид очень миленькая и глупенькая.
- Губернатор — маг, после смерти вселился в своё губернаторское кресло и продолжил правление.
- Фрад — посол Западных Территорий.
- Криза — правитель запада, который хочет отделиться от ОТК.
- Командор — представитель стороны технического прогресса.
- Здойль — уважаемый на Диком Севере маг-экспериментатор.

## Территории и поселения
Большая земля — континент
- Объединённые Территории Консорциума — государство, расположенное в южной части исследованного континента. Столица — Веролла. Власть в ОТК много лет принадлежала Консорциуму, делавшему упор на техническое развитие, но в результате последнего переворота правление перешло в руки молодого мага Ионеи Лазурной.
  - Веролла — столица ОТК, где сосредоточена четвёртая часть населения всего государства. Здесь располагаются все наиболее значимые социальные институты ОТК. Главной достопримечательностью Вероллы считается здание Консорциума — самое высокое на всём континенте. Центр города застроен высотными зданиями, при этом основная часть города состоит из невысоких частных особняков с садами, где живёт наиболее обеспеченное сословие. На окраине живут люди попроще, она застроена неказистыми типовыми зданиями — тут располагается большое количество доходных домов.
  - Западная часть ОТК находится под управлением Криза, который, в свою очередь, подвержен влиянию представителей силы, выступающей за исключительное превосходство технологий и истребление любых магических проявлений.
- Дикий Север — территория, где нет централизованного порядка, там каждый сам за себя. У мелких разбросанных по всему Северу поселений своя власть и свои законы. Никому из них нет дела до соседей. Вообще ни до чего нет дела. Но если кто-то приходит на их землю и делает что-то против их правил, то его запросто могут повесить. Прямо на месте. Без суда и следствия. А правила в каждом городишке свои, и то, что привычно и нормально в одном месте, может запросто оказаться незаконным в другом. Магия разрешена. А за то, что кто-то косо посмотрел, могут убить при помощи этой самой магии. Всё же кое-что общее у всех северных территорий есть. Они ненавидят ОТК. И если Объединённые Территории попробуют пресечь границу, против них поднимется весь Север, потому что это покушение на их устои.
  - Обитель губернатора — паршивый городишко, даже самое захолустное поселение из тех, в каких Пантору довелось побывать в ОТК или даже на Свалке, смотрелось на порядок приличнее. Город пустой, грязный, одноэтажный. Дома в пару этажей здесь редкость, дворов и садиков не видно вовсе. По пыльным улицам в большом количестве бегают грязные ободранные мальчишки и слоняются потрёпанные пьянчуги с прозрачными глазами.

Острова
- Свалка — остров-колония ОТК. Используется для ссылки в один конец преступников, магов, занимающихся запрещённым колдовством, и продуктов магического производства.
  - Лупа-нопа — столица острова. Город-порт принимающий ссыльных из ОТК. Подавляющее большинство населения — живые люди, все представители нежити должны получить поручительство живого человека, чтобы им было дозволено остаться в Лупа-нопе. Каждый вновь прибывший должен пройти через долгий каторжный труд, со временем он получает бо́льшую свободу и возможности. Живой человек, получив гражданство, при желании, усердии и уме может подняться довольно значительно.
  - Витано — город, который существовал таинственным образом много-много лет, скрытый от глаз обитателей острова Свалка. После снятия магической завесы, пережил период смут. К власти пришел лорд Мессер. Живые люди перемешались с нежитью, многие коренные горожане покинули город. Сам город окружён неприступной каменной стеной и большим рвом с водой. Попасть внутрь можно через разводной мост и огромные ворота. Застроен город невероятно плотно: высокие дома, узенькие улочки, на крышах домов расположились фермерские хозяйства, снизу под городом — каменоломни. В связи с тем, что Витано долгое время был изолирован от внешнего мира и расширяться ему было некуда, он рос вверх и вниз.
  - Буна Нона — небольшая деревня. Расположена в непосредственной близости к городу Витано. Поселение располагает постоялым двором, рынком и фермерскими хозяйствами.
- Склеп — остров-колония ОТК. Маленький островок с плохим климатом, который находится по соседству с островом Свалка. Сюда ссылают тех, кто умудрился проштрафиться на Свалке.

## Артефакты
Книга — древний фолиант с магическими заклинаниями, содержащий инструкции по проведению обрядов, в том числе и оживлению мёртвых.
Статуэтка — маленький идол, позволяющий сохранять в памяти видения, вызванные сноходцем.

## Устройства
- Мобиль — сложное механическое транспортное средство с магическим движителем.
- ММО — магически модифицированное оружие. Усовершенствованное при помощи магии огнестрельное оружие. В зависимости от характера изменения такое оружие может стать многозарядным, увеличить убойную силу, скорострельность и т. п.
- Пистоль ММП — наиболее распространённый вид магически модифицированного оружия, от обычного пистоля его отличают убойная сила и многозарядность.
- Летающая машина — полностью механическое транспортное средство, способное передвигаться по воздуху. По форме напоминает стрекозу, имеет длинный хвост и огромный крутящийся винт с длинными лопастями.
- Коробка с экраном — ящик, привезённый представителями западной части ОТК. Устанавливает связь с Командором.

## Проблемы, поднимаемые в книге

### Ксенофобия
Разрушение магического барьера Витано привело к тому, что живые люди, никогда не видевшие нежить, в один момент оказались погружены в новую реальность, к которой они были не готовы и которую до конца не понимали.
Жители Витано разбрелись по острову, и кому-то удалось приобщиться к новыми соседями, а кому-то нет. Так, например, бывший житель Витано, а теперь владелец таверны в небольшой деревушке, населённой упырями, достаточно неплохо ведёт свой бизнес и одинаково хорошо обслуживает как живых, так и не очень. А один завсегдатай-пьянчуга, ненавидя упырей, постоянно к ним придирается, обзывает, тем самым прививая мёртвым негативное отношения к живым. Пантор анализирует ситуацию: «Один урод ненавидит всё вокруг и ведет себя невесть как. Но из-за него одного крепнет нелюбовь ко всему человечеству. Не к одному конкретному уроду, а ко всем на него похожим».
Лорд Мессер, возглавив Витано, постоянно сталкивается с бесконечным потоком жалоб: то живые приходят с рассказами о разбойных нападениях упырей, то упыри ищут защиты у лорда от забивающих их кольями людей. При посещении деревни Буна Нона, где когда-то жили только мёртвые и торговали на рынке частями трупов, Мессер подметил, что с появлением тут людей деревня преобразилась, разрослась, появились цветущие сады и фермы, рынок стал обычным базаром, правда: «В деревне появилась жизнь. Но, что парадоксально, появление жизни привело к уничтожению и живого, и мёртвого».
Мессер старается вести более-менее мягкую политику: он отправляет в деревни патрули, ставит охрану, старается пресекать беспорядки. Оказывает содействие пострадавшим. Отлавливает и наказывает виновных, особенно если речь идёт об убийстве. Но ничто не помогает — напряжение не спадает, жители не готовы примириться с различиями друг друга.

### Объединение единой целью
Не видя другого способа прекратить межгрупповые раздоры, Мессер решил объединить общество посредством единой цели и назначил другого врага. В качестве мишени он выбрал ОТК, — тех, кто сослал их на этот остров, тех, кто отнёсся к ним как к мусору. Лорд подводит к тому, что ненависть, возникшая у живых к мёртвым и наоборот, продиктована Консорциумом, и что это на Большой Земле бояться неживых и ссылают всех в тюрьму только за факт их существования, но они, те, кого объединил этот остров, не должны следовать страхам ОТК. Он подчёркивает, что вместо того, чтобы злиться на настоящего врага, они заняты враждой между собой: «Вы стоите передо мной на одной площади, но живые боятся и недолюбливают неживых, а мёртвые с опаской смотрят на тех, кто ещё не умер. Вы ищете врагов там, где указал вам Консорциум. Здесь, на этой площади, нет врагов. Лишь граждане Витано. А враг — там, на побережье. Враг дальше — за морем». Его стратегия срабатывает — жители начинают объединяться, а Мессер готовит своих людей — живых и мёртвых — к захвату Лупа-нопа, оплота Консорциума на их родном острове.

### Дихотомия добра и зла
Не знаю, что лучше — зло ли, приносящее пользу, или добро, приносящее вред.Микеланджело Буонарроти 
Жизнь не делится на белое и чёрное, как и люди на исключительно плохих и хороших. Но людям и героям, всегда хочется разобраться, на чьей они стороне.
Здойль комментирует происходящее в ОТК: «И конструкторы, и маги могут быть хоть белыми, хоть чёрными, хоть фиолетовыми. Кто из них благо, а кто нет — спорный вопрос. Для нас это не имеет значения. Потому что день, в который они решат выяснить отношения, для нас будет чёрным днём в любом случае».
Пантор, который всегда старается выступать на стороне справедливости и добра, озадачился вопросом, а, действительно ли он находится на «стороне света»: «Кшишта видела в нас опасность. Здойль считал, что нас и Книгу надо уничтожить, потому что мы угрожаем миру<…> Всё было бы понятно, если бы Кшишта была злом. Но она не зло. Она спасает людей. И Здойль. Ведь получается, что он даже не для себя старался. Не для собственной выгоды». Принимая то, что они не зло, и делая противопоставление, Пантор приходит к выводу, что зло — это он сам. Или… все таки нет?
Ионея, вкусив власть, поняла насколько сложно быть хорошей и честной со всеми. Люди всегда хотят жить хорошо, но иногда так получается, что благо для одного, — зло для другого. Теперь она сама не понимает, как в таких ситуациях можно обходиться без запретов. Она дала магам свободу, но они тут же начали использовать колдовство для истребления себе неугодных. Ионея, отменившая все запреты на магию, вынуждена была вновь её ограничить.
Винни Лупо, будучи упырём, хотел оставаться «человеком». Он укорял лорда Мессера за чрезмерную жестокость, он верил, что со злом нельзя бороться злом, потому что убивая даже самого мерзкого негодяя, после этого ты ничем от него не отличаешься. Сначала Винни покинул всех и стал жить в лесу, но потом встал в оппозицию Мессеру, поднимая восстания в деревнях, обрекая тем самым жителей на верную гибель за мнимую свободу.
Мессер долго не хотел официально принимать власть в Витано, но участившиеся беспорядки заставили его пойти на крайние меры. Он стал проявлять не свойственную ему ранее жестокость. Мессер безжалостно карал провинившихся и затевал революцию. Его крайне тяготило непонимание со стороны Винни: «Если это не метод, то что? Что дальше? Сидеть и смотреть, как живые и мёртвые убивают друг друга? Как нелюди пожирают людей, а люди истребляют тех, кто не похож на них? Они не смогут ужиться. У них нет ничего, чтобы их объединило. Вернее, не было, пока я их не объединил. Если я сейчас отрекусь от сказанного, Витано, все эти окрестные деревни, весь остров потонут в крови. Разбой, грабёж, убийства, мародерство, геноцид, наконец, — вот что мы увидим, если я остановлюсь. Впрочем, это увидишь ты. Меня, скорее всего, вздёрнут первым. Люди не прощают, когда у них отбирают цель, мечту и ничего не дают взамен. Ни живые, ни мёртвые, ни нелюди. Ты поздно опомнился, дорогой мой. Раньше надо было думать. Но ты убежал. А теперь поздно».

### Цугцванг
Ионея Лазурная оказалась в условиях, когда любое её действие или бездействие обязательно приведёт к ухудшению ситуации. Её положение практически безвыходно: выбирать сторону нельзя и не выбирать тоже нельзя.
В связи с тем, что ОТК оказались своеобразной границей между двумя могущественными противодействующими державами, в случае войны между этими державами, ОТК пострадает в первую очередь.
Первомаги пытаются склонить Ионею на свою сторону в предстоящей войне, сообщая, что лишь благодаря им — она пришла к власти, и, чтобы удержать власть, ей необходимо выполнять просьбы, от них идущие, иначе они найдут на её место кого-то более сговорчивого. Представители механизмов предлагают свою полную техническую поддержку, а взамен требуют беспрекословного подчинения. При отказе от предложения ОТК зачисляются в стан врага и будут уничтожены.
Ионея понимает, что даже если она выберет чью-то сторону, никто не будет соблюдать и учитывать интересы ОТК: «И чью бы сторону я ни приняла, мы все равно окажемся между молотом и наковальней. Нет, дорогой мой, я не приму такого решения. Это вам не статейки писать. Здесь сотни тысяч жизней на кону».

### Проблема выбора
Ионея озадачена тем, что ни одну из давящих на неё сторон не волнуют жители и происходящее в ОТК, они рассматривают Объединенные Территории лишь как плацдарм для своего наступления. Из-за этого магесса не может принять чью-либо сторону. И те, и другие — агрессоры по отношения к ОТК. Она в отчаянье. Санчес обвиняет её в слабости и показывает ей другой выход. И на её вопрос: «И чью сторону вы предлагаете принять?» Он отвечает: «Ничью! Оставайтесь на своей». Первомаги сильны в магии, а технари в машинах, но они абсолютно не владеют противоположными им навыками, а в ОТК умеют работать и с тем, и с другим, поэтому против машин у них есть магия, против магии — механизмы.

### Бремя власти
Ионея, став правительницей ОТК, не была готова, к тому грузу ответственности, который на неё упал. В очередной раз, после выяснений отношений с первомагом, она пыталась разобраться в себе, ей хотелось, чтобы из её жизни исчезла вся та грязь, что прилипла к ней толстым слоем: «Когда она начала налипать? В тот день, когда Ионея подписала первый указ? Или раньше, когда штурмовали здание Консорциума? А быть может, когда она стала символом сопротивления?». Но самая её большая проблема в том, что она не хотела самой власти как таковой, власть не была самоцелью. У неё были более амбициозные планы, она хотела благоденствия для своего народа, а теперь её поставили перед выбором, где у её людей нет будущего.
Если в ситуации с Ионеей, она изначально была согласна к становлению во главе ОТК, то у лорда Мессера, немного другая история. Он не стремился господствовать, он был тем, кто разрушил барьер, чтобы получить доступ к знаниям, которые скрывались в библиотечных хранилищах Витано. Но растерянные люди стали искать поддержку, и нашли её в нём. Он стал всем помогать, защищать, но Лорд не был готов принять на себя ответственность за весь город и близлежащие территории. Бросить жителей он тоже не мог. В итоге он принял управление на себя. И, безусловно, столкнулся с трудностями. Мягкий по своей натуре, он не мог удержать под контролем нарастающие ксенофобские настроения между живыми и мёртвыми.

### Ценность настоящего
Орландо, как и все ожившие мертвецы, хочет снова стать живым, чтобы обрести чувства, вкус, ощущения. Старый маг Тюссон, пытается указать Орландо путь дальше, он объясняет ему, что тот зациклился на своём горе, что он тоскует о том чего уже нет и не будет, вместо того, чтобы радоваться тому, что ещё у него осталось.

### Отстаивание авторитета
Ионею маги ОТК сделали символом революции, уверив всех жителей в её сильной позиции. Изначально она планировала восседать во главе, отдав фактическое управление старым мудрым магам. Но ситуация повернулась другим образом: над ОТК и её жителями нависла смертельная угроза, а маги, получившие свободу колдовать, тут же начали использовать её против своих противников. Ионея поняла, что власть ей придется держать в своих руках и ей придётся принимать решения нацеленные на благо большинства жителей ОТК, а не избранной кучки. Маги пытаются убедить правительницу, что она должна помогать именно им, так как исключительно благодаря их поддержке она заняла пост главы ОТК. На, что она отвечает: «Видите ли, Бруно, ко мне приходят первомаги, говорят, что они посадили меня в это кресло, и требуют от меня что-то по той причине, что своим положением я обязана им. Ко мне приходят веролльские лорды, говорят, что они привели меня в здание Консорциума, дали мне власть, и на основании этого требуют от меня что-то. Я не знаю, кто придёт ко мне завтра и что ещё потребует. Я скажу вам так: даже если всё это правда, своим текущим положением я обязана в первую очередь себе. И мне небезразлично, что будет с ОТК. Первомаги предрекают Территориям Консорциума скорую смерть. Лорды озабочены только собой. Журналисты… эти выжмут скандал из любой темы. А мне не наплевать на Объединённые Территории. Именно поэтому я здесь и именно поэтому я не стану подстраиваться ни под магов, ни под первомагов, ни под кого бы то ни было ещё».
Так же она даёт отпор первомагам: «Всё это слова. Вы говорите, что я пешка, которую легко заменить? Но я знаю, как я добилась своего места. Возможно, в этом сыграла роль чужая воля, но лишь отчасти. И я не та пешка, которую легко поменять, иначе бы вы со мной не говорили».
В ситуации с Мессером, всё складывается более жестоко. Для того, чтобы жители острова стали соблюдать законы и не убивали друг друга направо и налево, Мессер выбрал путь устрашения нарушителей. Он беспощадно расправился с жителями деревни Буна Нона, в качестве образца того, как будет поступать с остальными, кто не приемлет закон и порядок.

### О свободе
Санчес О’Гира в номере 43 «Огней Вероллы» описывает прошедшую революцию со сменой власти в ОТК. Он убеждён, что переворот произошёл, но в целом ничего не изменилось. Всё так же, как и обычно, за завтраком читают его колонку. Просто сейчас в здании Консорциума сидят другие люди, которые обещали свободу. Но, что на самом деле есть свобода? Мечта о свободе зарождается в людях в детстве, когда ребёнок хочет поскорее вырваться из-под власти родителей, учителей, педагогов, начальства. И вот он уже взрослый и по-прежнему хочет свободы от глупого шефа, сварливой жены, надоедливых коллег, даже на походы к любовнице человека толкает желание урвать кусочек мнимой свободы. Кто-то принял свою несвободу и упокоился, а кто-то продолжает верить, что ему даст свободу, например, новая власть. И вот теперь у него есть новая власть, которая пока не запрещает магию, но, в то же время, она её и не разрешает. Старые карательные отделы не распущены, а просто переименованы и переформированы. Все занимаются тем же, чем и занимались раньше. Так что свобода — это миф!
С другой стороны, Ионея, которая обещала свободу магам, не отказалась от своих слов. Однако парочка магов первым же делом устроили между собой разборки с применением молний и огненных шаров. Приспешник Ионеи предложил ей всё замять. Однако, магесса оказалась непоколебимой: «Подготовьте указ. С завтрашнего дня любой маг, убивший или нанесший увечья при помощи магии, будет осуждён и отправлен на острова». После того, как маг-советник, попытался её уберечь от таких действий, она продолжила: «Я не запрещаю пользоваться ножом. Я только не даю разрешения резать им всех подряд. Вы можете хранить ружьё, ходить с ним на охоту. Но если вы пойдёте и застрелите соседа, одолжившего и не вернувшего щепотку соли, вы будете сосланы.<…> Моралисты. Идеалисты несчастные. Свободу вам подавай. Я дала определённую свободу. И что? Отсутствие ограничителей хорошо тогда, когда у каждого есть свой внутренний стопор. Своё табу, мораль, правила какие-то. А если при снятии ограничителя люди идут вразнос, значит, снимать ограничитель нельзя».
После прочтения «Огней Вероллы», где обличали Ионею и её власть, магесса пыталась отстоять свою позицию: «Свобода нестабильна. Люди хотят стабильности. Стабильность невозможна без жёсткой структуры. Жёсткая структура невозможна без системы запретов, поощрений и наказаний. Запреты посягают на свободу. Когда их становится слишком много или подрастает очередное поколение, требующее перемен, случается переворот, революция, мелкая дворцовая заварушка со сменой власти — всё что угодно. Торжествует свобода, но она не может торжествовать вечно. Она нестабильна, а людям нужна стабильность. И начинается выстраивание новой системы. Замкнутый круг».
Ещё Ионея пытается понять, за что же борется Санчес: «Но нельзя же всё время воевать против всего. Бороться можно за что-то. А за что борется этот журналист? Где альтернатива? Альтернативы нет. И свободы нет. Есть просто множество разных несвобод, из которых в конечном итоге придётся выбрать одну наиболее устраивающую наибольшее число сограждан».

## Публикации
- Костин М., Гравицкий А. А. Живое и мёртвое. Третья сила. — М.: Снежный Ком М, 2012. — 272 с. — (Живое и Мёртвое). — 2000 экз. — ISBN 978-5-904919-48-1.